# Ignaz Moscheles
Œuvres principales
- Méthode des Méthodes pour le pianoforte (1840)

Ignaz Moscheles est un pianiste et compositeur bohémien, né le 23 mai 1794 à Prague et mort le 10 mars 1870 à Leipzig.

## Biographie
Fils d'un drapier juif de Bohême, Moscheles étudie la musique auprès de Friedrich Dionys Weber au Conservatoire de Prague jusqu'en 1808.
De 1808 à 1816, il poursuit des cours de composition à Vienne avec Johann Georg Albrechtsberger (1736-1809) et Antonio Salieri (1750-1825). En 1814, Ludwig van Beethoven lui confie la transcription pour chant et piano de son opéra Fidelio, parue le 20 août de la même année.
De 1816 à 1821, Moscheles se produit à travers toute l'Europe en tant que pianiste virtuose. De 1821 à 1843, il se fixe à Londres où il devient organisateur de concerts. Il donne alors des concerts avec Felix Mendelssohn (qui restera un ami tout au long de sa vie), Hummel, Liszt ou Chopin. En 1840, il publie une Méthode des Méthodes pour le pianoforte, un manuel pour clavier coécrit avec François-Joseph Fétis. La rédaction de cet ouvrage est surtout réalisée par Fétis. Moscheles y suggère les exercices à pratiquer. Un cahier annexe d'études a été publié. Franz Liszt, Frédéric Chopin, Sigismund Thalberg, Félix Mendelssohn, Alexander Dreyschock, Stephen Heller et d'autres pianistes ont écrit des études à la demande de Fétis et Moscheles.
En 1843, il se consacre à la direction du conservatoire de Leipzig avec Mendelssohn. Parmi ses élèves, on trouve Bernardus Boekelman, José Comellas, Friedrich Baumfelder, Clara Kathleen Rogers.
Ignaz Moscheles est le père du peintre Felix Moscheles et le beau-père du peintre Margaret Moscheles

## Œuvres principales

### Œuvres orchestrales
- Variations sur la Marche du Tsar Alexandre, op. 32 (1815)
- Concerto pour piano et orchestre no 1 en fa majeur, op. 45 (1818, révisé en 1823)
- Concerto pour piano et orchestre no 2 en mi bémol majeur, op.56 (publ. 1825)
- Concerto pour piano et orchestre no 3 en sol mineur, op.58 (publ. 1825)
- Concerto pour piano et orchestre no 4 en mi majeur, op. 64 (1823)
- Recollections of Ireland "Souvenirs de l'Irlande" pour piano et orchestre, op. 69 (1826)
- Anticipation d'Écosse "Grande Fantaisie" pour piano et orchestre, op. 75 (1828)
- Symphonie en ut majeur, op. 81 (1828, publ. 1831)
- Concerto pour piano et orchestre no 5 en ut majeur, op. 87 (1826-1830)
- Concerto pour piano et orchestre no 6 en si bémol majeur, op. 90 "Fantastique" (1834)
- Concerto pour piano et orchestre no 7 en ut mineur, op. 93 "Pathétique" (1835)
- Concerto pour piano et orchestre no 8 en ré majeur, op. 96 "Sympatique" (1838)
- Ouverture La Pucelle d'Orléans, op. 91 (1834)

### Musique de chambre
- Sextuor pour piano, violon, flûte, 2 cors et violoncelle, op. 35 (1815)
- Septuor pour cordes, clarinette et cor, op. 88 (1832-1833)
- Trio pour piano, violon et violoncelle, op. 84 (1830)

### Œuvres pour piano seul
- Grandes variations sur la Marche d'Alexandre, ou Grandes variations sur un thème militaire, ou Grand variations on the Fall of Paris (1815, révision en 1822)
- Trois études pour piano Allegri di Bravura, op. 51 (1821)
- Impromptu martial pour piano d'après une marche de l'opéra Palmira, Regina di Persia d'Antonio Salieri, op. 65 (1825)
- Douze Etudes caractéristiques pour piano, op. 95 (1836)
- Deux Etudes pour piano, op. 98 (1840)
- Deux Etudes pour piano, op. 105 (1841)
- Quatre Grandes Etudes de Concert, op. 111 (1841-45)
- Grande Etude de Concert, op. 126 (1856)

### Méthodes
- Méthode des méthodes ou traité sur l'art de jouer cet instrument (1840) Vol. 1  et Vol. 2 avec la collaboration de François-Joseph Fétis.

## Discographie
- Symphonie en ut majeur, op. 81 ; Concerto pour piano et orchestre no 6, op. 90 « Fantastique » et Ouverture « Jeanne d'Arc », op. 91 - Liu Xiao Ming, piano ; Brandeburgisches Staatsorchester Frankfurt, dir. Nikos Athinäos (novembre 1998, Signum SIG X96-00 / Christophorus Records) (OCLC 811453439)
- Concertos pour piano et orchestre no 1, op. 45 ; no 6, op. 90 « Fantastique » et no 7, op. 93 « Pathétique » - Howard Shelley (piano & direction d'orchestre) & Tasmanian Symphony Orchestra (30-31 août/1-2 septembre 1999, Coll. « Le Concerto romantique pour piano », vol. 32 Hyperion CDA67385) (OCLC 297503197)
- Concertos pour piano et orchestre no 2, op. 56 et no 3, op. 58 ; Anticipation d'Écosse « Grande Fantaisie » pour piano et orchestre, op. 75  - Howard Shelley (piano & direction d'orchestre) & Tasmanian Symphony Orchestra (7-9 août 2001, Coll. « Le Concerto romantique pour piano », vol. 29 Hyperion CDA67276) (OCLC 297503192)
- Concertos pour piano et orchestre no 4, op. 64 et no 5, op. 87 ; Recollections of Ireland « Souvenirs de l'Irlande » pour piano et orchestre, op. 69 - Howard Shelley (piano & direction d'orchestre) & Tasmanian Symphony Orchestra (23-25 septembre 2002, Coll. « Le Concerto romantique pour piano », vol. 36 Hyperion CDA67430) (OCLC 301788258)
- L'Intégrale des Études de concert, op. 95, 98, 105, 111 et 126 - Piers Lane, piano (15-17 avril 2003, Hyperion « Hélios » CDH55387) (OCLC 779741172)